# وانلوجق
وانلوجق یکی از روستاهای استان آذربایجان شرقی است که در بخش کشکسرای شهرستان مرند واقع شده‌است.

## تاریخ
در زمان قاجار، موقع جنگ با روسیه تعدادی جنگجو از قبایل و ایل‌های شاهسون و افشار متحد شده و برای مبارزه با آن‌ها رهسپار شدند. بعد از جنگ، در منطقه‌ای کنار کوهی (گچی گالاسی) با آب و هوای مساعد اتراق می‌کنند و بنا به فراوانی چراگاه و چشمه‌های آب و هوای کوهستانی، در آنجا هردو ایل ترکیب شده و ساکن می‌شوند و یک کَند (آبادی) را به‌وجود می‌آورند.

## نام‌گذاری
بنا به جنگجو بودن افراد آن‌جا یا زخمی شدن بعضی از آن‌ها در جنگ، اسم آبادی را قانلئیجا می‌گذارند که بعدها در زبان مردم از قانلئیجا به وانلئیجا تغییر پیدا می‌کند.

## شغل اهالی
امروزه اهالی وانلیجا به دامداری و کشاورزی مشغولند.